# 洛孔
洛孔（法語：Locon，法語發音：[lɔkɔ̃]）是法国上法蘭西大區加来海峡省的一个市镇，属于贝蒂讷区。

## 地理
洛孔（50°34'13"N, 2°40'0"E）面积9.52 平方千米，位于法国上法蘭西大區加来海峡省，该省份为法国北部沿海省份，西北濒北海，南至索姆省，东临北部省。
与洛孔接壤的市镇（或旧市镇、城区）包括：阿讷赞、伯夫里、拉库蒂尔、埃萨尔、安日、莱特雷姆。

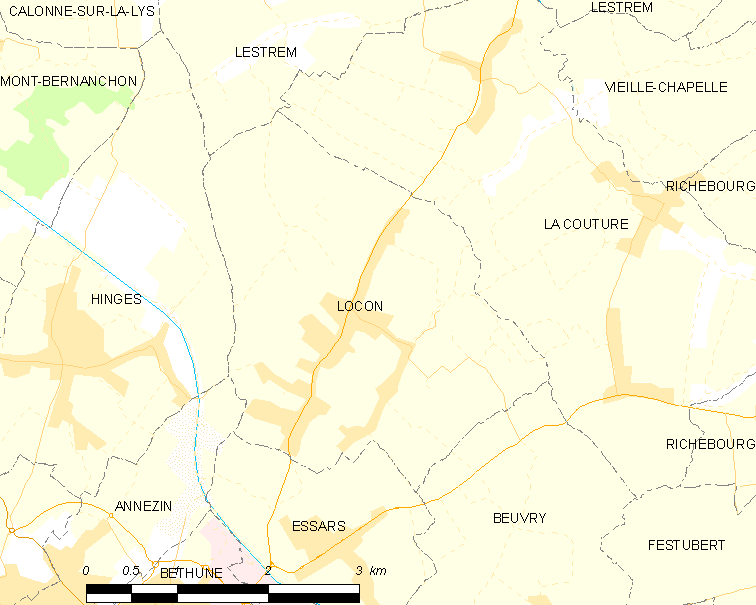
洛孔的OSM定位图

洛孔的时区为UTC+01:00、UTC+02:00（夏令时）。

## 行政
洛孔的邮政编码为62400，INSEE市镇编码为62520。

## 政治
洛孔所属的省级选区为伯夫里县。

## 人口

1962-2008年间洛孔人口变化图示

洛孔于2022年1月1日时的人口数量为2332人。